# 博恩地区圣保罗
博恩地区圣保罗（法語：Saint-Paul-en-Born，法語發音：[sɛ̃ pɔl ɑ̃ bɔʁn]），或纯音译作圣保罗昂博恩，是法国朗德省的一个市镇，位于该省西北部，属于蒙德马桑区。

## 地理
博恩地区圣保罗（44°13'27"N, 1°9'9"W）面积43.53 平方千米，位于法国新阿基坦大区朗德省，该省份为法国西南部沿海省份，是法國本土面积第二大的省，北起吉倫特省，西临大西洋，南至大西洋比利牛斯省，东临热尔省，东北与洛特-加龍省接壤。
与博恩地区圣保罗接壤的市镇（或旧市镇、城区）包括：欧雷扬、埃斯库尔斯、加斯特、梅佐斯、米米藏、博恩地区帕朗蒂斯、蓬唐克斯莱福日、博恩地区圣厄拉利。

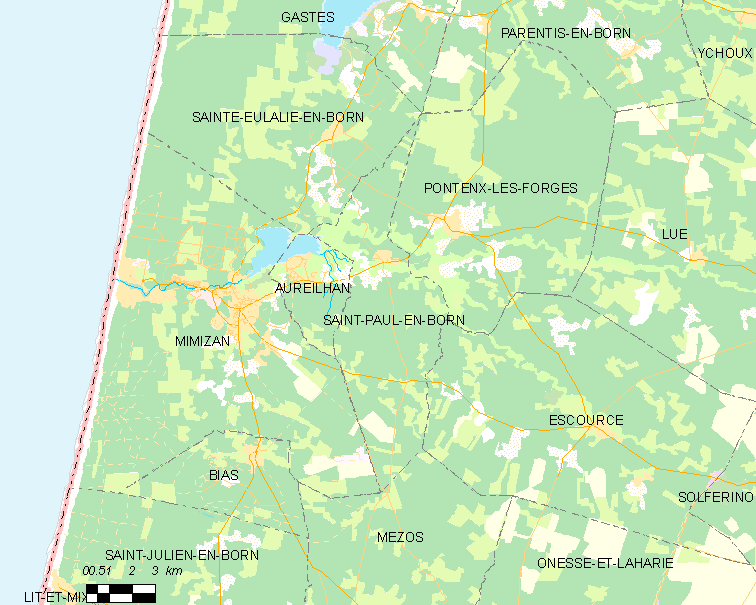
博恩地区圣保罗的OSM定位图

博恩地区圣保罗的时区为UTC+01:00、UTC+02:00（夏令时）。

## 行政
博恩地区圣保罗的邮政编码为40200，INSEE市镇编码为40278。

## 政治
博恩地区圣保罗所属的省级选区为银色海岸县。

## 人口

1962-2008年间博恩地区圣保罗人口变化图示

博恩地区圣保罗于2022年1月1日时的人口数量为982人。